# Аксаково (Ермекеевский район)
Акса́ково (баш. Аксаков) — деревня в Ермекеевском районе Республики Башкортостан Российской Федерации. Входит в состав Усман-Ташлинского сельсовета.

## География

### Географическое положение
Расстояние до:
- районного центра (Ермекеево): 27 км,
- центра сельсовета (Усман-Ташлы): 2 км,
- ближайшей ж/д станции (Туймазы): 37 км.

## Население
| 2002 | 2009 | 2010 |
| ---- | ---- | ---- |
| 27   | ↘16  | ↗22  |